# Латвийские анархисты
Латвийские анархисты (латыш. Latviešu anarhisti) — движение анархистов в Латвии.

## Латышские анархисты в Российской империи
Началом революционных событий 1905 года в Латвии принято считать расстрел мирного шествия рабочих, демонстрировавших свою солидарность с жертвами Петербургского «кровавого воскресенья». На следующий день после начала забастовки рижских рабочих, 26 января (13 января по старому стилю) в Риге, у железнодорожного моста через Даугаву, солдаты и полицейские без предупреждения открыли огонь по принимавшим участие в демонстрации. Было убито 70 и тяжело ранено около 200 человек.
Латышский поэт Янис Акуратерс написал стихотворение «С боевым призывом на губах», которое стало революционным гимном.
В сентябре 1905 года группа боевиков, во главе с Петром Пятковым, известным под именем Пётр Маляр, напала на Рижскую центральную тюрьму. В январе 1906 года произошло ещё более дерзкое нападение на тайную полицию, результатом которого стало освобождение Фрициса Сварса и его пятерых товарищей.
В начале 1909 года латышские беженцы создали анархистскую организацию «Liesma» («Пламя»), которая имела довольно неформальный тип и интернациональную структуру. Из двадцати восьми членов организации только пятеро были латыши.

## Латышские анархисты в Великобритании

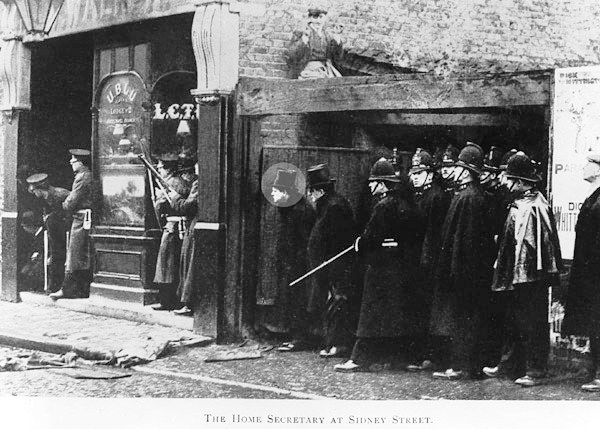
Уинстон Черчилль (выделен) среди полицейских на Сидней-стрит

Боевое крещение обосновавшихся в Лондоне латышей состоялось 23 января 1909 года. В тот день двое активистов базировавшейся в британской столице, латышской анархистской группе «Liesma» («Пламя») — Яков (Екаб) Лапидус и Пауль Хефельд напали в лондонском рабочем районе Тоттенхем на машину с бухгалтером фабрики резиновых изделий Шнурмана, везшим зарплату её рабочим.
Накануне нового 1911 года, Министерство внутренних дел Великобритании, руководимое тогда сэром Уинстоном Черчиллем, объявило награду в 500 фунтов стерлингов за любою информацию о Пяткове, Сварсе и Вателе. Вечером 1 января 1911 года все тот же осведомитель Цугарман-Орлов явился в штаб-квартиру Скотленд-Ярда к инспектору полиции Фридриху Уэнсли, возглавлявшему розыск убийц полицейских, и сообщил, что преступники отсиживались в квартире доходного дома № 100 по Сидней-Стрит, где жила некая Бетти Гершон — любовница Соколова. На Сидней-стрит прибыло около 200 вооруженных револьверами полицейских.
По личному распоряжению Черчилля сдавший полиции шайку анархистов Орлов-Цугарман получил 163 фунта стерлингов (1630 царских рублей или 15 000 нынешних долларов США) — то есть, треть от награды, обещанной за поимку так и не найденного Пяткова и двух его подручных, которых не удалось взять живыми. Отсутствие свидетелей из ядра банды позволило адвокатам латышей, ранее арестованных Скотленд-Ярдом по подозрению в причастности к преступной группе, добиться оправдания своих подзащитных «за недостаточностью улик». В мае 1911 года все они были освобождены — кроме подруги Думниекса Васильевой, приговоренной к 2 годам тюрьмы, но освобожденной после апелляции через 6 недель.

### Ирландские события (1916)
Отпущенные латыши вошли в большую моду у лондонской молодежи. Так, Яков Петерс, двоюродный брат Сварса, вскоре стал желанным гостем в студенческом кружке, где с «роковым латышом» познакомилась, влюбилась и вскоре вышла за него замуж юная дочь банкира Мэй Фримен. На что её отец откликнулся в письме другу: «Моя маленькая Мэйзи теперь замужем… Моя зять — террорист, анархист и коммунист — бежал из латышской тюрьмы, чтобы угодить в английскую по „делу на Хаунсдвич“. Боже, как ты допускаешь такое?! Моя дочь заявила, что они будут жить своим трудом и откажутся от прислуги».
Но Петерс не оправдал надежд тестя, оказавшись замешанным в «ирландские события» 1916 года. Тогда в разгар Первой мировой войны, примыкавшая к легальной партии Шинн Фейн радикальная группировка Ирландское республиканское братство попыталась поднять в Ирландии восстание, получив оружие и деньги от немцев — главных противников англичан. В пасхальный понедельник 24 апреля 1916 года 1500 волонтеров «Братства» во главе с его руководителем Патриком Пирсом и 200 ополченцев тайной Ирландской гражданской армии Джеймса Конноли захватили несколько зданий в центре Дублина и выпустили Прокламацию о создании Ирландской Республики.

## Латышские анархисты в Советской России
В России был создан террористический отдел Союза защиты Родины и Свободы. Он был создан в апреле 1918 г. и подчинялся непосредственно Савинкову. Отдел участвовал «во всякого рода бандитских налетах, вылазках и грабежах». Его члены установили слежку за В. И. Лениным с целью его убийства (этой операцией руководил лично Савинков), планировали в ноябре 1918 г. предпринять газовую атаку на Съезд Советов, и одновременно силами «ударников» совершать нападения на различные учреждения, намеревались взорвать поезд с членами советского правительства (в момент их предполагавшегося бегства от немцев из Москвы), для чего заминировали мост на Нижегородской железной дороге. Прибегали они и к индивидуальному террору, ими был убит член Союза в Ярославле поручик Соловьев, пытавшийся предотвратить готовившийся мятеж.

## Анархисты в Латвийской Республике (с 1990)

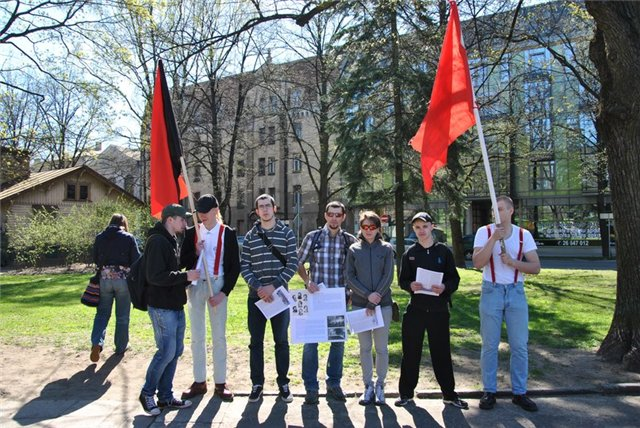
Участники латвийской группы анархистов МСА, 2012 год

В 2011—2013 годах направление анархо-коммунизма было представлено латвийским отделением Международного союза анархистов. До этого на территории страны была активна организация РКАС-Латвия.